# Ardagh (comté de Longford)
Ardagh (en irlandais, Ardach ou autrefois Ardachadh, « haut champ ») est un village dans le comté de Longford, en Irlande, à environ 10 km de Longford Town. 
La localité est située sur la route nationale N 4.

## Histoire

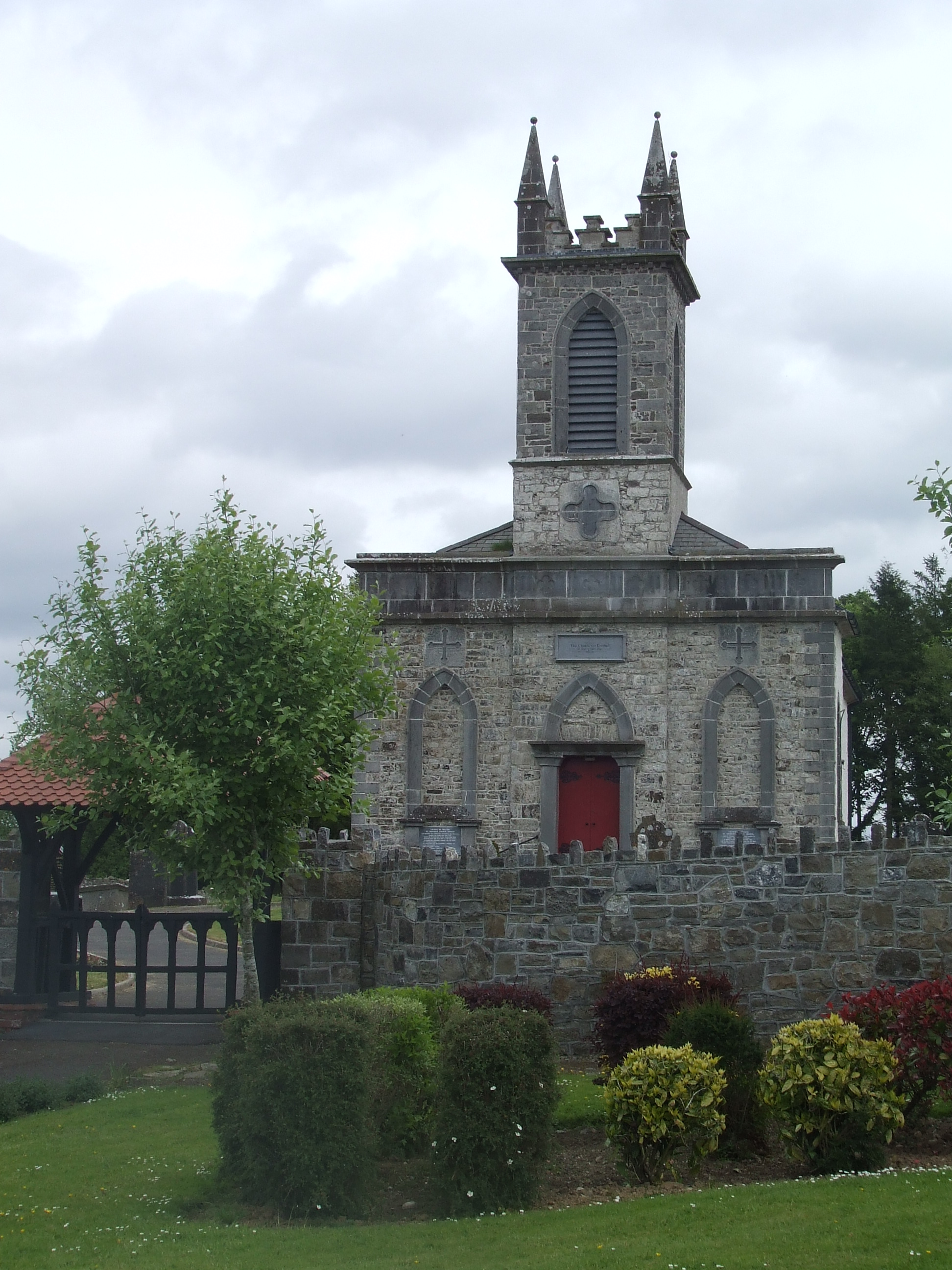
L'église Saint-Patrick (Église d'Irlande).

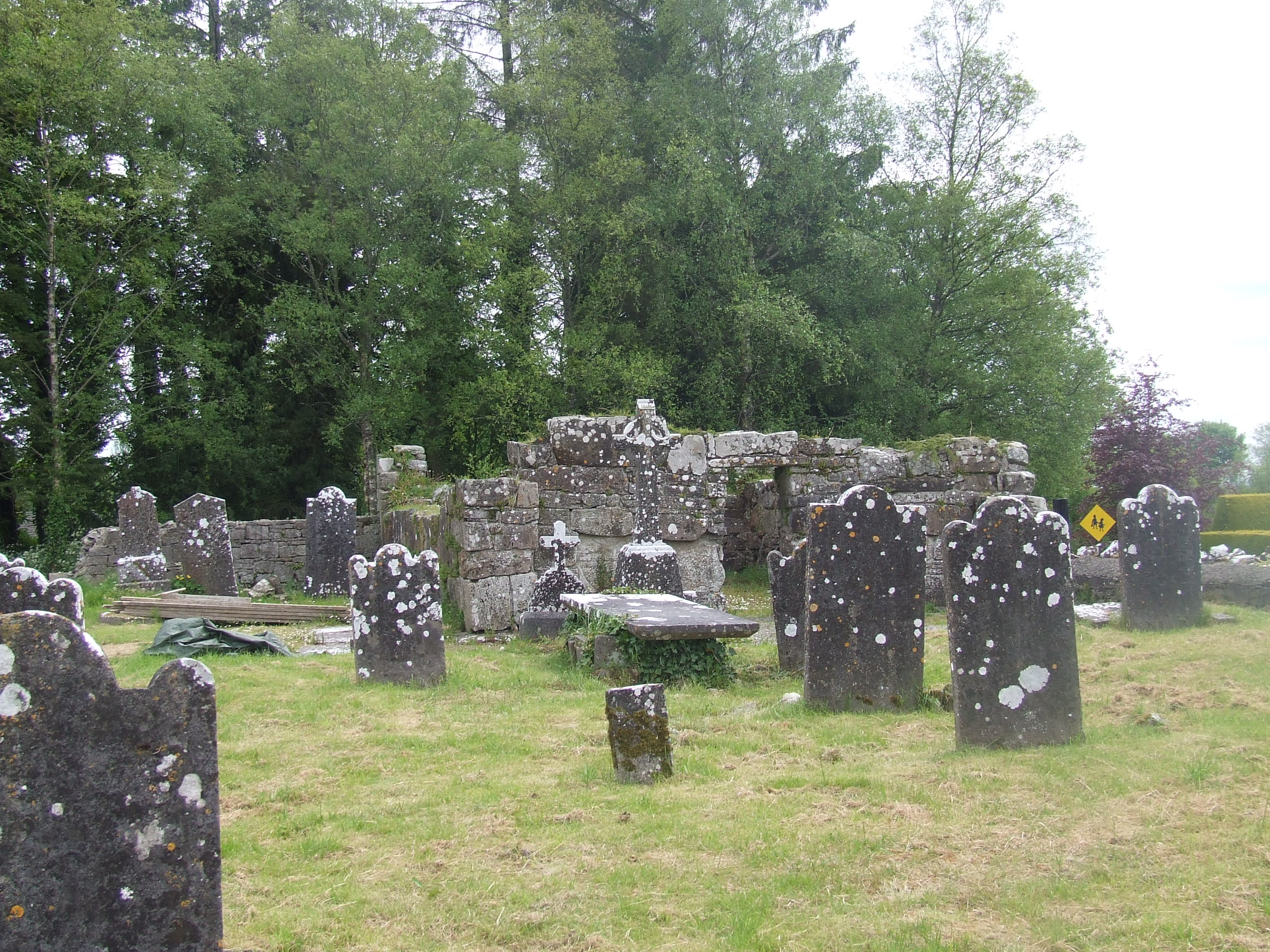
Cathédrale Saint-Mel, cimetière.

Il existe plusieurs sites du christianisme ancien à Ardagh et dans ses environs. L'église Saint-Mel en fait partie.
Saint Patrick aurait construit une église au Ve siècle et installé saint Mel comme évêque. 
Le centre patrimonial d’Ardagh retrace l’histoire du village. On trouve des associations littéraires de pseudonymes dans « She Stoops to Conquer » d'Oliver Goldsmith ainsi que dans un poème d'Eavan Boland (en).
Une grande partie du village a été construite au XIXe siècle d'après un modèle suisse conçu par les propriétaires locaux - les baronnets de Fetherston. 
Le village a reçu le « Prix d'honneur » de l'Entente florale Europe et a remporté le concours Irish Tidy Towns à trois reprises : en 1989, 1996 et 1998.

## Transports
La gare d'Edgeworthstown est à environ 9 km du village.
Jusqu'en août 2013, Bus Éireann ligne 118, (Dublin - Mullingar - Longford) desservait Ardagh le samedi uniquement pour permettre aux passagers de se rendre à  Longford pendant quelques heures,.